# Aldo Stella (storico)
Aldo Stella (Marostica, 11 luglio 1923 – Padova, 28 maggio 2007) è stato uno storico italiano.

## Biografia
Nacque da Valentino Stella e Candida Crestani a Marostica, qui sfollati da Asiago durante la prima guerra mondiale. Tornata la famiglia ad Asiago, Aldo vi compì i primi studi che proseguì a Thiene e a Padova, dove conseguì la maturità classica nel 1942. Iscritto alla Facoltà di Lettere e Filosofia dell'Università di Padova, sottufficiale degli alpini durante l'ultima guerra, partecipò alla Resistenza nelle file della Brigata Pierobon e ottenne la croce al merito di guerra. Si laureò a pieni voti l'8 novembre del 1946 e il 29 giugno 1950 ottenne anche la laurea in Filosofia. 
Fu insegnante di liceo dal 1946 al 1958, mentre dal 1959 al 1962 fu a Roma alla Scuola dell'Istituto storico italiano per l'età moderna e contemporanea, diretta da Federico Chabod, conseguendo nel 1960 la libera docenza in Storia moderna. Fu professore di Storia del Risorgimento all'Università di Padova dal 1962 al 1966 e di Storia moderna dal 1966 al 1998. Nel 1981 era stato visiting professor nell'Università di Berkeley e poi in quella di Princeton, tenendovi lezioni sul socinianesimo, su Joseph Priestley e sul pensiero politico di Thomas Jefferson. Collaborò alla Storia d'Italia diretta da Giuseppe Galasso, ottenne numerosi riconoscimenti e fu socio dell'Accademia Galileiana di Padova, dell'Accademia Olimpica di Vicenza, dell'Accademia Muratoriana di Modena e dell'Istituto veneto di Scienze, Lettere ed Arte.
Particolare importanza rivestono i suoi studi sul movimento anabattista sia italiano che europeo, studiato nei saggi Dall'anabattismo al socinianesimo nel Cinquecento veneto del 1964, Anabattismo e antitrinitarismo in Italia nel XVI secolo del 1969, La rivoluzione contadina del 1525 e l'utopia di Michael Gaismayr del 1975, Dall'anabattismo veneto al ‘Sozialevangelismus’ dei Fratelli Hutteriti e all'illuminismo religioso sociniano del 1996 e lo studio, pubblicato nel 1999, Il Bauernführer Michael Gaismair e l'utopia di un repubblicanesimo popolare.

## Opere
- Politica ed economia nel territorio trentino-tirolese dal XIII al XVII secolo, Padova 1958
- Chiesa e Stato nelle relazioni dei nunzi pontifici a Venezia, Città del Vaticano 1964
- Dall'anabattismo al socinianesimo nel Cinquecento veneto, Padova 1967
- Anabattismo e antitrinitarismo in Italia nel XVI secolo, Padova 1969
- La rivoluzione contadina del 1525 e l'utopia di Michael Gaismayr, Padova 1975[1]
- Chiesa e Stato nelle relazioni dei nunzi pontifici a Venezia. Ricerche sul giurisdizionalismo veneziano dal XVI al XVIII secolo, Città del Vaticano 1981, ISBN 8821004287
- Trento, Bressanone, Trieste, Torino 1987, ISBN 8877501642
- Dall'anabattismo veneto al ‘Sozialevangelismus’ dei Fratelli Hutteriti e all'illuminismo religioso sociniano, Roma 1996
- Storia dell'autonomia trentina, Trento 1997, ISBN 8886246269
- Storia d'Italia, vol. 17: I ducati padani, Trento e Trieste (con L. Marini e G. Tocci), Torino 1999, ISBN 8802034737
- Il Bauernführer Michael Gaismair e l'utopia di un repubblicanesimo popolare, Bologna 1999, ISBN 8815071911
- Dalle costituzioni degeneri nella Repubblica di Platone alla perfettibilità della Costituzione americana, Roma 2001
- Lepanto nella storia e nella storiografia alla luce di nuovi documenti, Padova 2007

## Recensioni
1. ↑  V. la recensione di R. Emmet McLaughlin in Renaissance Quarterly, Vol. 54, n. 2 (online).

| Controllo di autorità | VIAF (EN) 59373258 · ISNI (EN) 0000 0000 7819 5064 · SBN CFIV060090 · BAV 495/93562 · LCCN (EN) n87898996 · GND (DE) 119252392 · BNE (ES) XX1446294 (data) · BNF (FR) cb120278013 (data) · J9U (EN, HE) 987007272834705171 · CONOR.SI (SL) 46329955 |